# Stawek (gmina Cyców)
Stawek – wieś w Polsce położona w województwie lubelskim, w powiecie łęczyńskim, w gminie Cyców. Leży nad rzeką Świnką.
W latach 1975–1998 miejscowość należała administracyjnie do województwa chełmskiego.
Wieś stanowi sołectwo gminy Cyców. Według Narodowego Spisu Powszechnego z roku 2011 wieś liczyła 207 mieszkańców.

## Historia
Stawek w wieku XIX stanowił wieś i folwark w powiecie chełmskim, gminie i parafii Cyców. Około roku 1890 wieś posiadała 19 osad z gruntem 249 mórg. Folwark należał do dóbr Cyców.

Według spisu z 1827 roku było tu 10 domów i 73 mieszkańców podległych parafii Olchowiec.